# Anaglyptus ganglbaueri
Anaglyptus ganglbaueri là một loài bọ cánh cứng trong họ Cerambycidae.